# Mulota Kabangu
Mulota Patou „Papy“ Kabangu (* 31. Dezember 1985 in Mbuji-Mayi) ist ein kongolesischer Fußballnationalspieler.
Kabangu begann seine Karriere beim kongolesischen Verein SM Sanga Balende. Nach einer Saison wechselte er 2007 zum Spitzenklub des Landes TP Mazembe. Mit dem Verein gelangen ihm zwei Meistertitel (2007 und 2009) und zwei Erfolge in der CAF Champions League. Im Januar 2012 wurde er vom belgischen Verein RSC Anderlecht verpflichtet. Für die Nationalmannschaft seines Landes debütierte er 2010 und bestritt mindestens 6 Länderspiele bis zum Afrika-Cup 2013.

## Erfolge
- Meister mit TP Mazembe: 2007, 2009
- CAF Champions League mit TP Mazembe: 2009, 2010
- CAF Super Cup mit TP Mazembe: 2010, 2011
- Belgischer Meister mit RSC Anderlecht: 2011/12
- Belgischer Supercup mit RSC Anderlecht: 2012